# Katsina
Katsina   este un oraș  în  Nigeria. Este reședința  statului  Katsina.